# گروه وادیا
گروه وادیا (انگلیسی: Wadia Group) شرکت خوشه‌ای هندی است، که در سال ۱۷۳۶ تأسیس شد.